# Portal de Masalavés
El portal de Masalavés, también conocido como torre de los Milà, es una torre del siglo XIV en el municipio valenciano de Masalavés (España). Antigua alquería árabe, tuvo diferentes funciones a lo largo de su historia y fue la casa consistorial local hasta 1975. El monumento fue inscrito como Bien de interés cultural bajo la identificación ministerial 28989 el 16 de julio de 2014.

## Historia
Durante la época islámica de la península Ibérica, el pueblo albergaba una alquería y una torre defensiva. Garcia de Morelló, primer señor de Masalavés, mandó a construir en el siglo XIV un castillo aprovechando el acceso a través del portal del período árabe. Este se erigió en un contexto de inestabilidad política y social, a lo que se aunaban los desbordes periódicos del río Júcar. Tras la adquisición del inmueble por parte de la familia Milà en el siglo XV la torre comenzó a sufrir varias transformaciones. Varias referencias apuntan al uso del castillo como lugar de reunión del concejo de la villa. De este modo, el edificio también llegó a ser empleado como prisión, a partir del siglo XVIII fue sala consistorial y archivo municipal y desde la reforma del siglo XIX hasta 1975 fue la sede del Ayuntamiento. Desde entonces, estuvo en estado de abandono hasta su restauración en 2013.
Ese año fue descubierta la propia estructura original de la torre, oculta entre las numerosas reformas que tuvo el inmueble. Si bien se pensaba que la planta baja podría ser medieval, la planta de arriba se creía que era una sobreelevación moderna. En la parte superior se encuentran una serie de aspilleras con forma de arco flamígero, que la arqueóloga encargada del proyecto tildó de «únicas», que bien pudieron emplease para disparar espingardas. La reforma eliminó todos los añadidos posteriores a la infraestructura, aunque se remarcó la dificultad de la obra por la sillería original que fue reutilizada para otras funciones.

## Descripción
Alzada sobre llano en la plaza principal del casco histórico de la población, formaba parte de un complejo amurallado mayor. Se trata de un edificio de planta cuadrada, construido en tapial, sillería y mampostería, con pequeños restos de la anterior alquería árabe. La puerta de acceso forma un arco ligeramente apuntado. En tanto la parte inferior está formada por sillería cubierta por una bóveda de cañón, la planta superior es de tapial, con las astilleras en forma de arco flamígero en las cuatro caras del inmueble.